# Marialuisa Faro
Marialuisa Faro (Catania, 12 luglio 1984) è una politica italiana, deputata della XVIII legislatura della Repubblica Italiana per il Movimento 5 Stelle.
Dall'11 aprile al 21 giugno 2018 ha fatto parte della Commissione speciale per l'esame di atti del Governo.
Dal 21 giugno 2018 è componente della V Commissione (Bilancio, Tesoro e Programmazione).

## Biografia
Nel 2002 consegue il diploma di ragioneria con votazione 90/100 presso l'istituto tecnico commerciale "Carlo Gemmellaro" di Catania.
Nel 2007 consegue la laurea in Economia e gestione delle imprese turistiche presso la Facoltà di Economia dell'Università degli studi di Catania.
Da molti anni risiede a San Nicandro Garganico, in Puglia. 

## Carriera politica
Nel 2013 si candida con il Movimento 5 Stelle per ricoprire la carica di sindaco del comune di San Nicandro Garganico in provincia di Foggia e ottiene 347 preferenze (il 3,59% dei voti), senza risultare eletta.
Nel 2018 alle cosiddette "parlamentarie" del Movimento 5 Stelle, viene candidata online con 142 preferenze ed eletta alla Camera dei deputati per la circoscrizione Puglia nel Collegio plurinominale Puglia - 04 al secondo posto nella lista del Movimento 5 Stelle per le elezioni politiche del 2018.
Il 21 giugno 2022 abbandona il Movimento per aderire a Insieme per il futuro, a seguito della scissione guidata dal ministro Luigi Di Maio.
Il 1º febbraio 2024 aderisce a Sud chiama Nord.